# Optični instrument
Óptični instrumènt ali inštrumènt je priprava, sestavljena iz leč ali zrcal, s katero si pomagamo pri gledanju, npr. pri opazovanju zelo majhnih ali zelo oddaljenih predmetov. Optični instrumenti delujejo po načelih geometrijske optike.

## Vrste optičnih instrumentov
- daljnogled (monokular, binokular, teleskop, astronomski daljnogled, holandski daljnogled)
- lupa
- mikroskop (optični mikroskop)
- periskop
- fotometer
- oftalmometer
- fotografski aparat (fotoaparat)
- projektor (diaprojektor, filmski projektor, episkop, grafoskop, epidiaskop, dataskop)
- refraktometer
- reflektometer (OTDR, OFDR)
- spektrofotometer
- interferometer
- polarimeter
- spektrometer, monokromator
- avtokolimator
- vertometer
- teodolit
- elipsometer

Včasih uvrščajo med optične instrumente tudi priprave, ki se uporabljajo pri načrtovanju ali izdelavi drugih optičnih instrumentov; zgled je sferometer.